# Drapeau bouddhique

Le drapeau bouddhique.

Le drapeau bouddhique fut conçu en 1884-85 par le Colombo Comitee sur suggestion de Henry Steel Olcott et adopté par la Fédération mondiale du bouddhisme en 1950. Depuis, il est largement utilisé dans tous les pays bouddhistes et flotte sur les temples et à l'occasion des manifestations religieuses.

## Histoire
L’illustration représentant le drapeau est publiée dans le journal Sarasavi Sandaresa du 17 avril 1885, puis il est hissé pour la première fois le 28 avril 1885 au temple Dipaduttamarama dans le quartier de Kotahena à Colombo par Migettuwatte Gunananda Thera. Ce jour est le premier Vesak célébré officiellement sous domination britannique, une victoire du courant bouddhiste nationaliste cingalais dont le nouveau drapeau devient un des signes de reconnaissance. Sa première forme est très allongée ; Henry Steel Olcott et J.R. de Silvaen en modifient les proportions, lui donnant son aspect actuel. La nouvelle version est publiée dans le Sarasavi Sandaresa le 8 avril 1886, et hissée pour la première fois le jour de Vesak de cette même année,. 
Henry Steel Olcott, cofondateur et premier président de la Société théosophique, arrivé en 1879 à Ceylan avec Helena Blavatsky, s'était pris de passion pour le bouddhisme auquel il se convertit en 1880 et était conquis aux revendications indépendantistes cingalaises contre le colonialisme britannique. 
H. Olcott et Anagarika Dharmapala introduisent le drapeau au Japon en 1889, puis en Birmanie.
Lors du rassemblement fondateur de la Fédération mondiale du bouddhisme le 25 mai 1950 à Colombo, G P Malasekera, l’un des artisans de sa fondation, propose que le drapeau devienne l’emblème officiel de l'ensemble des communautés bouddhiques. Sa proposition est acceptée. Cette décision est entérinée lors du deuxième congrès mondial en 1952 à Tokyo, les bouddhistes japonais l'adoptant à côté du "drapeau de cinq couleurs", un emblème bouddhiste plus ancien. En Birmanie, il est officiellement adopté en 1956 à la suite du Concile de Rangoon en 1956.
En 1963, au Sud Viêt Nam, l’interdiction faite aux bouddhistes par le président catholique Ngô Dinh Diêm de hisser le drapeau bouddhique à Vesak a précipité la révolte contre son régime.

## Signification symbolique

Le drapeau bouddhique.

Le drapeau utilise les 5 couleurs dégagées par l'aura du Bouddha au moment de son Éveil. Ces cinq couleurs représentent les cinq sources de perfectionnement indispensables à la pratique bouddhique.
Cinq bandes verticales unies se succèdent :
- le bleu, symbole de la méditation ;
- le jaune clair, pour la « pensée juste » ;
- le rouge, pour l'énergie spirituelle ;
- le blanc, pour la « foi sereine » ;
- la couleur orangée, pour l'intelligence, est un composé des quatre couleurs précédentes, car l'intelligence est considérée comme la synthèse des qualités que ces couleurs symbolisent et rappelle le safran des robes de moines.

La sixième bande verticale reprend ces cinq couleurs dans le même ordre et empilées verticalement. Le spectre de l'aura du Siddhartha Gautama est un mélange de couleurs désigné sous le nom de Prabashvara (en), («l'essence de la lumière») et lié à la "grande joie" ou "félicité" .

## Variantes et autres drapeaux
La cinquième couleur varie : souvent orange comme au Sri Lanka, elle peut être rose (Jōdo shū japonais, Birmanie), bleue (Japon, couleur du goshikimaku), marron (ou rouge foncé) (Tibet), violet (Népal) .
Au Japon existe depuis longtemps le “drapeau de cinq couleurs”  goshikimaku (五色幕). Pour les courants tantriques comme shingon, les cinq couleurs représentent les cinq bouddhas de sagesse.
En Thaïlande un drapeau jaune avec une roue du dharma rouge est souvent utilisé comme emblème bouddhique.

Version tibétaine
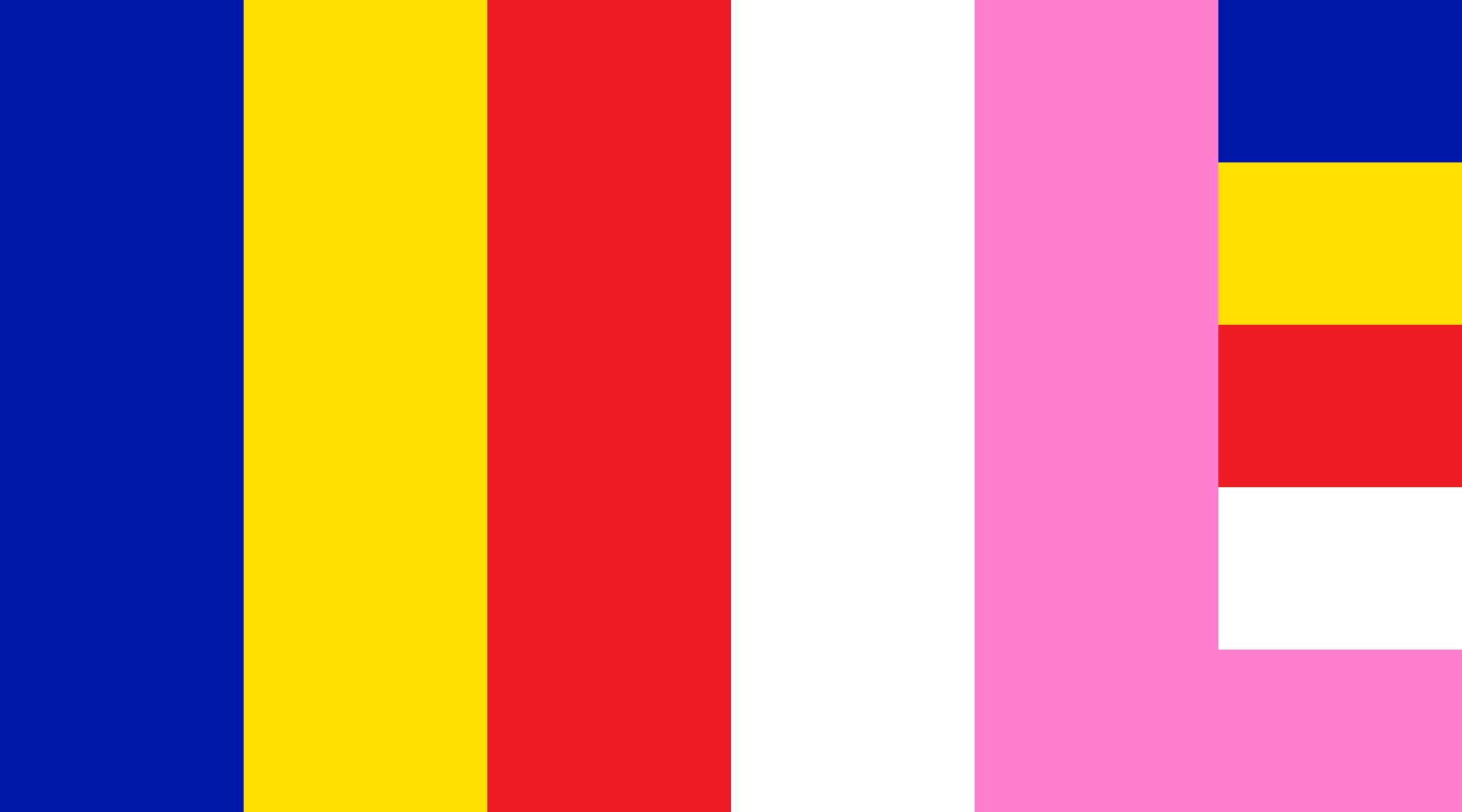
Version birmane
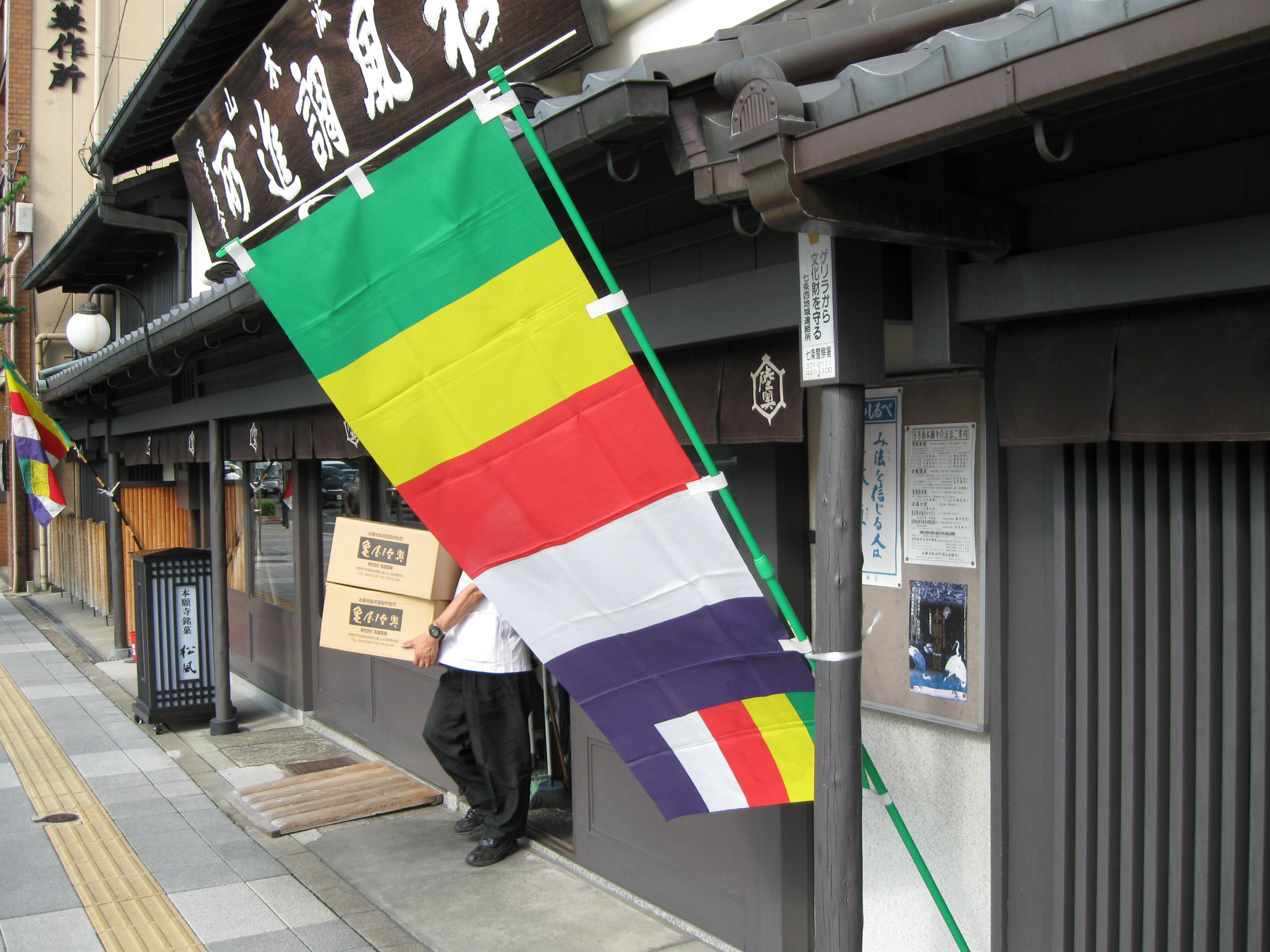
Version japonaise
Drapeau thaïlandais avec dharmacakra